# Мытнинская площадь
Не следует путать с ныне не существующей Мытнинской площадью (она же Зимняя Конная — часть её занимает Овсянниковский сад) в Центральном районе, на которой, в частности, состоялась гражданская казнь Н. Г. Чернышевского.
Мы́тнинская пло́щадь — площадь в Петроградском районе Санкт-Петербурга. Находится на пересечении улицы Блохина, Мытнинского переулка, Провиантской улицы и улицы Яблочкова.

## Наименование
Название Мытнинская площадь возникло в начале XX века, дано по Мытному двору (таможне), находившейся между набережной и Александровским проспектом.

## История
Вопреки распространённому заблуждению, гражданская казнь Николая Чернышевского 31 (19 ст.ст.) мая 1864 года состоялась не здесь, — но на привычном лобном месте столицы Российской империи — на территории современного сада Чернышевского: на Мытнинской (Зимней Конной) площади, располагавшейся вблизи Мытного двора (ныне Проспект Бакунина, 6) в центре Санкт-Петербурга.

## Достопримечательности

### Провиантский сквер
Провиантский сквер площадь 0,09 га появился после Великой Отечественной войны.

### Дом культуры «Красный Октябрь» (улица Блохина, дом 8,улица Яблочкова, дом 1)
Дом культуры «Красный Октябрь» или Деловой центр. Здание в стиле сталинского неоклассицизма построено в 1957 году по проекту архитектора И.В. Похитонова для дома культуры «Красный Октябрь». В 2005-2006 годах проводилась реконструкция для размещения делового центра.

### Доходный дом (улица Блохина, дом 5,Мытнинский переулок, дом 2)
Доходный дом в стиле эклектики построен в 1872 году по проекту архитектора К.Т. Соловьёва.

### Доходный дом В.Т. Тимофеева (улица Блохина, дом 3, Мытнинский переулок, дом 1)
Доходный дом В.Т. Тимофеева построен в стиле модерн в 1905 году по проекту техника Н.И. Иванова.

### Доходный дом П.Е. Бурцева (улица Блохина, дом 6,Провиантская улица, дом 3)
Доходный дом П.Е. Бурцева построен в стиле модерн в 1903-1904 годах по проекту архитектора П.М. Мульханова для владельца банкирской конторы П.Е. Бурцева.

### Доходный дом С.И. Забежкина (улица Яблочкова, дом 2, Провиантская улица, дом 10)
Доходный дом С.И. Забежкина построен в стиле эклектики в 1902-1903 годах по проекту архитектора Г.Г. фон Голи для купца С.И. Забежкина.

## Транспорт
Ближайшие станции метро к площади Академика Лихачева:  «Спортивная» (пешком до площади 730 м),  «Горьковская» (1,25 км),  «Адмиралтейская» (2,2 км),   «Невский проспект» (2,8 км).